# Uzbekistan na Zimowych Igrzyskach Olimpijskich 2002
Uzbekistan na Zimowych Igrzyskach Olimpijskich 2002 reprezentowało sześcioro zawodników.

## Narciarstwo alpejskie
Mężczyźni
- Komil Oeroenbajev

Slalom - DNF
Kobiety
- Elmira Oeroembajeva

Slalom - 38. miejsce

## Łyżwiarstwo figurowe
Mężczyźni
- Roman Skornjakov

Soliści - 19. miejsce
Kobiety
- Tatjana Malinina

Solistki - dyskwalifikacja
Pary
- Natalja Ponomarjova, Jevgeni Sviridov

Pary sportowe - 18. miejsce